# Далекосхідна комісія
Далекосхідну комісію було погоджено на Московській конференції міністрів закордонних справ і оприлюднено про це в комюніке, опублікованому в кінці конференції 27 грудня 1945, чим Далекосхідну консультативну комісію було перетворено на Далекосхідну комісію, її місцем перебування визначено Вашингтон, а завданням — нагляд за Союзною радою у справах Японії.  Далекосхідну комісію і Раду було розформовано після японського мирного договору від 8 вересня 1951, як про це сторони домовилися в комюніке.
Утворення комісії, яка б наглядала за Союзною радою, було схоже на те, що союзники встановили для нагляду за переможеними державами Осі в Європі. Це було дзеркальним відображенням таких країн Осі, як Угорщина, що підпали під владу Радянського Союзу і були захоплені виключно Червоною Армією, з тією відмінністю, що Японія підпала під владу США і її зайняла американська армія, а Сполучені Штати посіли панівне становище в токійській Союзній раді у справах Японії. Зміна назви з Далекосхідної консультативної комісії на Далекосхідну комісію було важливо, бо, як повідомив після конференції державний секретар США Джеймс Бірнс: «ще 9 серпня ми запросили Радянський Союз, Велику Британію і Китай приєднатися до нас у здійсненні цілей Потсдамської декларації і умов капітуляції Японії. Далекосхідну консультативну комісію було створено в жовтні, але Велика Британія мала застереження щодо її рекомендаційного характеру, а СРСР перед приєднанням до роботи комісії в Токіо попросив ухвалити рішення відносно механізму контролю». 